# Touch And Go
Touch and Go er en britisk jazz-pop gruppe. Gruppen havde i slutningen af 1990'erne en række hits, herunder "Would You...?", "Straight... to Number One", "So Hot" og "Tango in Harlem".
Sangen "Would You ...?" blev gruppens gennembrud i store dele af Europa. Sangen eneste tekst var en markant sampling af en kvindestemme, der sagde "I've noticed you around / I find you very attractive / Would you go to bed with me?". Sangen blev nr. 3 på hitlisten i Storbritannien, og blev ligeledes et hit andre steder i Europa, særlig i Østeuropa, hvor gruppen turnerede intensivt med op til 50 koncerter om året i bl.a. Rusland. Sangen blev opnåede en placering som nr. 13 på danske hitlister. Sangen blev benyttet i tv-serier og er blevet samplet til brug i reklamer for bl.a. San Pellegrino, Carlsberg og Nokia.
Sangen "Straight... to Number One" blev også benyttet i reklamer, bl.a. for Apple Computer's iTunes.

## Udgivelser

### Album
- I Find You Very Attractive (1999)

### Singler
- "Would You...?" (1998)
- "Straight... to Number One" (1999)
- "So Hot" (2000)
- "Tango in Harlem" (2001)